# Diana Canova
Diana Rivero, właśc. Diane Canova Rivero (ur. 1 czerwca 1953 w West Palm Beach) – amerykańska aktorka.
W 1981 otrzymała People’s Choice Award.

## Życiorys
Urodziła się w West Palm Beach na Florydzie jako córka aktorki Judy Canovy i kubańskiego muzyka Filberto Rivero. Dorastała w Wielkim Los Angeles. Ukończyła Hollywood High School, a następnie studiowała aktorstwo w Los Angeles City College.
Debiutowała na telewizyjnym ekranie w sitcomie Dziewczyny Ozziego (Ozzie’s Girls, 1973) u boku Ozziego Nelsona i Harriet Nelson. W 1974 występowała w jednoaktówce na scenie Porterville Playhouse w Porterville w Kalifornii. Od 13 września 1977 do 19 listopada 1980 grała postać Corinne Tate w kontrowersyjnym sitcomie ABC Mydło (Soap). W 1981 wystąpiła na Broadwayu w roli Soni Walsk w musicalu Grają naszą piosenkę na podstawie książki Neila Simona. Trafiła do obsady filmu Jedyna prawdziwa rzecz (1998) z Meryl Streep i Renée Zellweger.
Podjęła pracę jako nauczycielka śpiewu w Manhattanville College w stanie Nowy Jork.

## Filmografia
- 1974: Happy Days jako Phyllis Denton
- 1976: Starsky i Hutch jako Nancy Rogers
- 1977: Statek miłości jako Ellen, Helen Edwards
- 1978: Statek miłości jako Ellen Desmond
- 1984: Napisała: Morderstwo jako Joan Germaine
- 1985: Statek miłości jako Christine Bradley
- 1990: Napisała: Morderstwo jako Mary Margaret „Maggie” McCauley
- 1996: Napisała: Morderstwo jako Annie Lawson
- 1998: Jedyna prawdziwa rzecz jako Diana